# Ellen Thorneycroft Fowler
Ellen Thorneycroft Fowler (* 9. April 1860 in Chapel Ash, Wolverhampton; † 22. Juni 1929 in Bournemouth, Dorset) war eine englische Schriftstellerin.

## Leben
Fowler war eine Tochter des Politikers Henry Fowler (1830–1911) und dessen Ehefrau Ellen Thorneycroft (1830–1911). Sie hatte einen jüngeren Bruder, Henry Ernest (1870–1943) und eine jüngere Schwester, Editha Henrietta Fowler (1865–1944) die ebenfalls Schriftstellerin wurde. Der Politiker Peter Thorneycroft war ein entfernter Verwandter. Die Familie gehört der Wesleyan Methodist Church an.
Fowler wurde wie auch ihre Geschwister von Gouvernanten und Hauslehrern erzogen und lebte zusammen mit ihrer Schwester bei ihrer Familie. Anlässlich eines Festes, das ihre Eltern gaben, machte sie die Bekanntschaft von Alfred L. Felkin, einem Dozenten an der Royal Naval School in Camberwell (London). 1903 heiratete sie ihn in Wolverhampton (Staffordshire) und gründete mit ihm dort ihren Hausstand.
Am 22. Juni 1929 starb Ellen Thorneycroft Fowler in Bournemouth und fand ihre letzte Ruhestätte auf dem All Saints Churchyard von Poole (Dorset).

## Mitgliedschaften
- Writers’ Club
- Women’s Atheaeum Club
- Fellow der Royal Society of Literature

## Werke (Auswahl)
Erzählungen
- Sirius. A volume of fiction. Books for Libraries Press, New York 1971 (Nachdruck d. Ausg. London 1901)

Gedichte
- Love’s argument and other poems. London 1900.

Romane
- Concerning Isabel Carnaby. London 1898.
- A double thread. Tauchnitz, Leipzig 1899 (2 Bände)
  - deutsch: Ein gewagtes Spiel. Engelhorn, Stuttgart 1905 (2 Bände, übersetzt von Agnes Born-Temme)
- The Farringtons. Tauchnitz, Leipzig 1900 (2 Bände)
- Fuel of fire. London 1902 (illustriert von Fred Pegram)
- Place and Power. Tauchnitz, Leipzig 1903 (2 Bände)
- Kate of Kate Hall. Tauchnitz, Leipzig 1905.
- Her ladyship’s conscience. Tauchnitz, Leipzig 1913.
- Ten degrees backward. London 1915.

Werkausgabe
- Works. Tauchnitz, Leipzig 1899/1913 (13 Bände)